# Жданов, Владимир Александрович (молодогвардеец)
Влади́мир Алекса́ндрович Жда́нов (13 августа 1925 — 16 января 1943) — подпольщик Великой Отечественной войны, участник антифашистской организации «Молодая Гвардия».

## Биография
Родился в семье шахтёра 13 августа 1925 года в посёлке Краснодон. В семь научился  свободно читать и писать[значимость факта?]. Умел играть на балалайке, гитаре и мандолине, также пел многие украинские и русские народные песни[значимость факта?]. Был вожатым местной пионерской организации. В 1941 вступил в комсомол.

### Великая Отечественная война
С началом войны начал заниматься в кружках ПВО. Участвовал в сборе подарков для солдат Красной Армии, принимал участие в сборе урожая из соседних колхозов[значимость факта?].
Владимир Жданов был одним из организаторов Молодой гвардии в посёлке Краснодон. Был одним из руководителей её боевой деятельности.
Устроился работать кочегаром в немецкий госпиталь, где выводил из строя вражеские машины, находившиеся во дворе госпиталя. Также занимался написанием и распространением агитационных листовок.
Арестован 3 января 1943. 15 января 1943 Владимир смог передать семье письмо:
Здравствуйте, дорогие... Я пока жив. Судьба моя неизвестна. За остальных я ничего не знаю. Я сижу ото всех отдельно в одиночной камере. Прощайте... Крепко целую
.
16 января 1943 его вывезли к шурфу шахты № 5. В последний момент Владимир оказал сопротивление полицаям, попытавшись скинуть в шахтный колодец начальника управы, но это ему не удалось, а Владимир был застрелен. Похоронен в братской могиле молодогвардейцев в посёлке Краснодон.

## Семья
- Отец — Александр Иванович Жданов, с 1913 по 1931 работал на шахтах в Донбассе, десятником, инспектором качества угля, забойщиком. Из-за инвалидности в 1931 переведён на работу на поверхности[значимость факта?]. Участвовал в Гражданской войне и в Великой Отечественной войне.
- Мать — Лидия Савельевна Жданова, работала в больнице и магазине на хозяйственных должностях[значимость факта?].

Сёстры: Валентина и Светлана.

## Награды
Посмертно награждён орденом Отечественной войны 1-й степени и медалью «Партизану Отечественной войны» 1-й степени.